# Massimo Reale
Massimo Reale (Firenze, 29 giugno 1966) è un attore e sceneggiatore italiano.

## Biografia
Dopo aver frequentato il gruppo MiM diretto da Orazio Costa Giovangigli, dal 1986 frequenta, per un biennio, l'Accademia nazionale d'arte drammatica di Roma. Nel 1987 prende parte alla serie televisiva I ragazzi della 3ª C e nel 1989 comincia a girare Classe di ferro. Negli anni successivi prende parte a diverse fiction come Don Fumino, Un posto tranquillo, Salvo D'Acquisto e Orgoglio.
Dal 1993 inizia una lunga collaborazione con il regista Walter Pagliaro, insieme al quale sino al 2007 porterà in scena 11 spettacoli teatrali, affiancando attori quali Micaela Esdra, Lucilla Morlacchi, Roberto Herlitzka, e Piero Di Iorio. Nel 1994 prende parte, con Luca Zingaretti, allo spettacolo Prigionieri di guerra, con il quale recita nuovamente nel 2000 nello spettacolo di David Mamet Perversioni Sessuali a Chicago, insieme a Valentina Cervi. Nel 1995 collabora con Ninni Bruschetta negli spettacoli I Carabinieri di Beniamino Joppolo e Brutus tratto dal Giulio Cesare di Shakespeare.

### 2000-2010
Nel 2000 comincia a studiare canto con la maestra Adriana Giunta e nel 2003 partecipa, come protagonista maschile, allo spettacolo sulla grande cantante nera Billie Holiday Lady Day di Massimo Romeo Piparo, con Amii Stewart. Nello stesso periodo realizza con il fotografo Marco Delogu sei libri nei quali alterna il ruolo di curatore di testi a quello di autore. Nel 2006 vince il premio per il miglior soggetto per documentario al Festival Hai Visto Mai? e nel 2000 lo realizza, cedendolo all'emittente LA7, nello stesso anno prende parte alle rappresentazioni tragiche del Teatro greco di Siracusa recitando nella tragedia di Sofocle ne Le Trachinie, al fianco di Micaela Esdra e Paolo Graziosi e con la regia di Walter Pagliaro, e in Eracle, con la regia di Luca De Fusco, recitando con Ugo Pagliai.
In ambito cinematografico, nel 2001 prende parte al film Nemmeno in un sogno di Gianluca Greco, con Roberto De Francesco e Giuseppe Battiston, e a Nella terra di nessuno con Ben Gazzara e Maya Sansa, e nel 2002 a 4-4-2 di Roan Johnson, con Valerio Mastandrea.
Nel settembre 2007 De Fusco lo coinvolge nuovamente nella realizzazione di Elettra, con Lina Sastri, per il Teatro stabile del Veneto Carlo Goldoni. Alla fine del 2007 fonda, con il drammaturgo Sergio Pierattini, l'Associazione Culturale Valdez Essedi Arte, per la quale produce e interpreta lo spettacolo Il caso K, con la regia di Sergio Pierattini e il documentario sul lavoro dell'attore L'Arte del Comico nel quale è produttore esecutivo e regista. Nel 2008 recita al teatro di Tindari nel Giulio Cesare di Shakespeare, con Edoardo Siravo, Leandro Amato, Renato Campese, con la regia di Maurizio Panici. Nel 2009 recita a Tindari nell'Elettra di Euripide, assieme a Manuela Mandracchia, con la regia di Walter Manfrè e ne Le Troiane, con Ivana Monti, partecipa a Don Matteo 7 e alla serie TV Il Commissario Manara.

### Dal 2010 ad oggi
Nel 2011 prende parte a diverse serie TV, come alla prima puntata di Che Dio ci aiuti e, nel 2013 a Rex 7, con la regia dei Manetti Bros., dove interpreta il ruolo del criminologo Carlo Papini. Dal 2017 è iscritto all'Ordine degli psicologi della Toscana ed utilizza le tecniche dei mediatori artistici nell'ambito della propria attività di formatore e di psicologo.
Dal 2016, oltre a partecipare al film Piuma, continua a recitare nelle serie TV: Rocco Schiavone, in cui interpreta il personaggio del medico legale Alberto Fumagalli. Nel 2018 prende parte a Skam Italia per la regia di Ludovico Bessegato, nel 2021 recita in Le indagini di Lolita Lobosco, con la regia di Luca Miniero. L’anno successivo lavora in Màkari, con la regia di Michele Soavi e mette in scena, in teatro, il monologo L’Uomo Sottile di Sergio Pierattini, un testo sulla menzogna e sulla colpa ambientato nel mondo del Palio di Siena, con la regia di Manuela Mandracchia. Nella seconda parte dello stesso anno gira la seconda stagione della serie TV Fosca Innocenti, con Vanessa Incontrada, per la regia di Giulio Manfredonia.

### La scrittura
Massimo Reale ha scritto i testi per sei libri fotografici di Marco Delogu tra cui I Trenta Assassini con protagonisti i fantini del Palio di Siena. Ha scritto inoltre numerosi soggetti e sceneggiature per documentari, cortometraggi e serie televisive, spesso in collaborazione. Tra queste, sei episodi di Rex, Le indagini di Lolita Lobosco, Vincenzo Malinconico - avvocato d’insuccesso. È autore del soggetto di serie della fiction Il re, realizzata da Sky Italia. Fra il 2021 e 2022 ha collaborato con l'Università di Bari per il corso "Scrivere per il pubblico: televisione, cinema, radio".

## Filmografia

### Attore

#### Cinema
- Non è romantico, regia di Giovanna Sonnino (1991)
- 18000 giorni fa, regia di Gabriella Gabrielli (1993)
- Se tutto va bene prendo il prossimo treno... (che mi porti lontano da qui), regia di Mario Rebehy (1995)
- Cinque giorni di tempesta, regia di Francesco Calogero (1996)
- La classe non è acqua, regia di Cecilia Calvi (1996)
- Il talento di Mr. Ripley, regia di Anthony Minghella (1998)
- Dialogo di un filosofo... corto, regia di Francesco Lagi (1999)
- La carbonara, regia di Luigi Magni (1999)
- Terra di nessuno, regia di Gianfranco Giagni (1999)
- Nemmeno in un sogno, regia di Gianluca Greco (2001)
- 4-4-2 - Il gioco più bello del mondo, regia di Roan Johnson (2005)
- La leggenda di Eleonora d'Arborea, regia di Claver Salizzato (2006)
- Piuma, regia di Roan Johnson (2015)
- Cambio destinazione d'uso, regia di Edoardo Siravo (2016)
- Exitus - Il passaggio, regia di Alessandro Bencivenga (2019)

#### Televisione
- I ragazzi della 3ª C – serie TV (1987)
- Classe di ferro – serie TV (1989-1991)
- Don Fumino – serie TV (1993)
- L'avvocato delle donne – serie TV (1997)
- Trenta righe per un delitto, regia di Ludovico Gasparini (1997)
- Cronaca nera, regia di G. Calderone e Giordani (1998)
- Giuseppe di Nazareth (in inglese), regia di Raffaele Mertes (1999)
- Nebbia in val padana, regia di Felice Farina (1999)
- Le ragioni del cuore, regia di Luca Manfredi e Alberto Simone (2000)
- Sei forte, maestro – serie TV (2000)
- All stars (puntata pilota), regia di Gianfranco Gianni (2001)
- Una donna per amico, regia di Alberto Manni (2001)
- Un posto tranquillo – serie TV (2003-2005)
- Salvo D'Acquisto, regia di Alberto Sironi – miniserie TV (2003)
- Orgoglio – serie TV (2004-2006)
- Cuore contro cuore, regia di Riccardo Mosca (2004)
- Pinocchio, regia di Alberto Sironi – miniserie TV (2009)
- L'ultima trincea, regia di Alberto Sironi (2009)
- Under the roman sky (in inglese), regia di Christian Duguay (2009)
- Don Matteo 7 – serie TV (2009)
- Il commissario Manara 2 – serie TV (2011)
- Che Dio ci aiuti – serie TV (2011)
- Rex – serie TV (2011-2015)
- Bar Lume 2 , regia di Roan Johnson (2014)
- Rocco Schiavone – serie TV, 19 episodi (2016-2025)
- Skam Italia, regia di Ludovico Bessegato (2018-2019)
- Le indagini di Lolita Lobosco – serie TV, episodi 1x02 e 1x04 (2021)
- Màkari – serie TV, episodio 2x01 (2022)
- Fosca Innocenti – serie TV, episodio 2x02  (2023)

### Sceneggiatore
- Rex 6 di Antonio Lauro, Massimo Reale, episodi A pezzi, Magicland, Notte in bianco
- Hanno rubato il Natale di Franca De Angelis, Giuseppe Badalucco, Massimo Reale
- Rex 7 di Antonio Lauro, Massimo Reale, episodi Misdirection, Soldato futuro
- Rex 8 di Massimo Reale, episodio Quarantena
- Cambio destinazione d'uso – cortometraggio, premio miglior sceneggiatura 2016 al Festival di Terni
- Le indagini di Lolita Lobosco, coautore di soggetto e sceneggiatura (2021-2024)
- Raro - di Luca Zingaretti, Massimo Reale, Giuseppe Cesaro, Pamela Maffioli
- Vincenzo Malinconico, avvocato d'insuccesso, coautore di soggetto e sceneggiatura (2022-2024)

## Teatro
- Il re sulla piazza, regia di R. Sottili (1986)
- Le nozze , regia di R. Sottili (1986)
- Giovanni illusionista, regia di J. Fontano, E. Bennato (1987)
- In casa degli atridi, regia di M. Ferrero (1987)
- Ad una ad una quelle vecchie voci, regia di Walter Pagliaro (1988)
- Kessy canta, regia di C. Carafoli (1991)
- Aspettando godot, regia di M. Anaclerio (1992)
- Vernissage, regia di G. Leonetti (1992)
- Corrispondenze pericolose, regia di W. Pagliaro (1993)
- Prigionieri di guerra, regia di Luca Zingaretti (1994)
- Timone d'atene di William Shakespeare, regia di W. Pagliaro (1994)
- I carabinieri di Beniamino Joppolo, regia di Ninni Bruschetta (1995)
- Antigone di Sofocle, regia di W. Pagliaro (1996)
- Brutus di W. Shakespeare, regia diNinni Bruschetta (1996)
- Adriane mesurat, regia di W. Pagliaro (1997)
- Elettra di Sofocle , regia di W. Pagliaro (1998)
- Vestire gli ignudi di L. Pirandello, regia di W. Pagliaro (1999)
- Perversioni sessuali a Chicago, regia di M. Cotugno (2000)
- Il caso di via Lourcine, regia di W. Pagliaro (2001)
- Letteratura, piccola commedia, regia di W. Pagliaro (2002)
- Lady Day, regia di M. R. Piparo (2003)
- Il tempo e la stanza, regia di W. Pagliaro (2004)
- L'uomo sottile, regia di S. Pierattini (2006)
- Eracle, regia di L. De Fusco (2007)
- Fedra, regia di W. Pagliaro (2007)
- Le Trachinie, regia di W. Pagliaro (2007)
- Elettra, regia di L. De Fusco (2008)
- Giulio Cesare, regia di M. Panici (2008)
- Il caso k, regia di S. Pierattini (2008)
- Le troiane, regia di F. San Lio (2009)
- Interrogatorio a Maria, regia di W. Manfrè (2010)
- The Hollow, regia di M. Bigai (2010)
- Processo a Gesù, regia di M. Panici (2011)
- Gli amici degli amici, regia di C. Angeli (2014)
- Le parole degli eroi (2015)
- Tre sorelle, regia di E. Bronzino (2017)
- Orestea, regia di G. Argirò (2017)
- Caporetto: nasce l'Italia (2017)
- Il penitente, regia di Luca Barbareschi (2017)
- Delitto perfetto, regia di Anna Masullo (2020)
- L’Uomo Sottile di Sergio Pierattini (2022)

## Riconoscimenti
- Gran Premio Internazionale dello Spettacolo (telegatto)
  - 1990 - Miglior telefilm italiano per classe di ferro
- Festival "hai visto mai"
  - 2006 - Miglior soggetto con il soggetto "il trucco o l'anima"
- "Festival dei popoli e delle regioni" di Terni
  - 2016 - Miglior sceneggiatura, sezione cortometraggi
- Premio "Renzo Montagnani"
  - 2017 - Miglior interprete per Rocco Schiavone
- Premio "Alberto Sordi"
  - 2022 - Miglior attore non protagonista per Rocco Schiavone